# Villena urainak, őrgrófjainak és hercegeinek listája
Villena egy kisváros, amely a mai Spanyolország Valencia autonóm közösség Alicante tartományában fekszik. A település különböző címet viselő urai jelentős szerepet játszottak a középkori spanyol történelemben.

## Villena urai és hercegei, valamint hercegnői
- Kasztíliai Mánuel infáns (infante Manuel de Castilla) (*1234 – †1283), Villena első ura (1252–1283),[2]
- János Mánuel, „az Író” (don Juan Manuel, „el Escritor”) (*1282 – †1348), az előzőnek a fia, Villena második ura (1283–1330), és Villena első hercege (1330–1348),[3]
- Ferdinánd Mánuel (Fernando Manuel de Villena y Núñez de Lara) (*1332? – †1350), az előzőnek a fia, Villena második hercege (1348–1350),
- Blanka Mánuel (Blanca Manuel de Villena y Ampurias) (*1348 – †1361), az előzőnek a leánya, Villena harmadik hercegnője (1350–1361),
- Johanna (Juana Manuel de Villena y Núñez de Lara) (*1339 – †1381), az előzőnek a nagynénje (János Mánuelnek a leánya), Villena negyedik hercegnője (1361–1366).[4]

## Villena őrgrófjai
- Aragóniai Alfonz (Ribagorzai Alfonz) (Alfonso de Aragón y Foix / Alfonso de Ribagorza) (*1332 – †1412), Villena (első) őrgrófja (márkija) (1376–1395),[5]
- Aragóniai Péter (Ribagorzai Péter) (Pedro de Aragón / Pedro de Ribagorza) (*1362 – †1385), az előzőnek a fia, Villena (második) őrgrófja (1382–1385).[6]

## Villena hercegnője és hercege

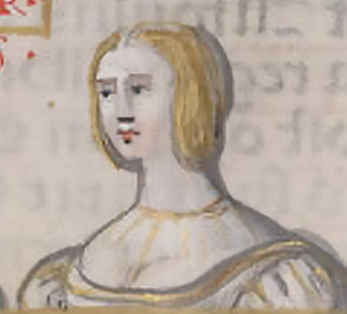
Kasztíliai Katalin

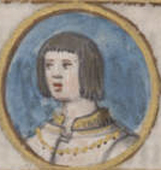
Aragóniai Henrik

- Kasztíliai Katalin (*1403 – †1439) kasztíliai infánsnő, Villena hercegnője suo iure (saját jogán) (1420–1439).
- Aragóniai Henrik (*1400 – †1445) infáns, Villena ötödik hercege iure uxoris (a felesége jogán) (1420–1439), Katalin férje.[7]

## Villena őrgrófjai
- Juan Pacheco (*1419 – †1474), Villena első őrgrófja (1445–1474).[8]
- Diego López Pacheco y Portocarrero (*1443?, 1456? – †1529), az előzőnek a fia, Villena második őrgrófja (1474–1529).
- Villena további őrgrófjai: Marquesado de Villena; Categoría:Marqueses de Villena.[9]

## Külső hivatkozások
- http://www.geneall.net/H/ – 2013. augusztus 19.
- http://roglo.eu/roglo?lang=es – 2013. augusztus 19.
- http://www.homar.org/genealog/ – 2013. augusztus 19.
- http://www.manfred-hiebl.de/genealogie-mittelalter/ – 2013. augusztus 19.
- http://fmg.ac/Projects/MedLands/CASTILE.htm – 2013. augusztus 19.
- http://fmg.ac/Projects/MedLands/SPANISH%20NOBILITY%20LATER%20MEDIEVAL.htm – 2013. augusztus 19.
- http://fmg.ac/Projects/MedLands/SPANISH%20NOBILITY%20LATER%20MEDIEVAL%202.htm – 2013. augusztus 19.
- http://genealogy.euweb.cz/index.html – 2013. augusztus 19.
- http://pagfam.geneall.net/0552/ – 2013. augusztus 19.
- http://cronologiahistorica.com/index.php?option=com_content&view=article&id=924:ano-1376&catid=18:siglo-xiv-guerra-y-peste&Itemid=115 – 2013. augusztus 20.
- http://cronologiahistorica.com/index.php?option=com_content&view=article&id=943:ano-1395&catid=18&Itemid=115 – 2013. augusztus 20.
- http://cronologiahistorica.com/index.php?option=com_content&view=article&id=968:ano-1420&catid=19&Itemid=116 – 2013. augusztus 20.